# Dolní Němčí
Dolní Němčí (dawniej Dolněmčí) – gmina w Czechach, w powiecie Uherské Hradiště, w kraju zlińskim. Według danych z dnia 1 stycznia 2012 liczyła 3038 mieszkańców.
Zobacz też:
- Horní Němčí